# 安贡
安贡，是西班牙卡斯蒂利亚-拉曼恰瓜达拉哈拉省的一个市镇。总面积20平方公里，总人口40人（2001年），人口密度2人/平方公里。